# Leptometopa mallochi
Leptometopa mallochi är en tvåvingeart som beskrevs av Curtis W. Sabrosky 1989. Leptometopa mallochi ingår i släktet Leptometopa och familjen sprickflugor. Inga underarter finns listade i Catalogue of Life.